# Labolare
Labolare – polski zespół muzyczny z nurtu ballady, piosenki turystycznej i kabaretowej, powstały w 1974 roku pod egidą Uczelnianego Klubu Turystycznego Akademii Rolniczej Labolare w Szczecinie. Znany jest ze swojego charakterystycznego, eterycznego brzmienia.

## Historia
Zespół wywodzi się z kręgu studenckiego. Powstał z inicjatywy: Jacka Małeckiego, Zenona Akińczy i Zbigniewa Żdanowicza. Przed szerszą publicznością zadebiutował w 1976 roku na Bazunie w Krynicy Morskiej, wykonując piosenki Lunatyczne wyznania i Wędrowna melodyjka. W następnych latach jego skład uzupełniali m.in.: Stanisław Janiak, Jerzy Terlikowski, Włodzimierz Malec i Roman Starkowski. Rolę lidera grupy pełni od początku Jacek Małecki, autor większości utworów grupy. Zespół zafascynowany śpiewaniem piosenek turystycznych i kabaretowych, występował w latach 1975–1981 na festiwalach spod znaku piosenki turystycznej i studenckiej zdobywając wiele nagród i wyróżnień. W 2008 roku nagrał autorską płytę pt. Spotkanie po latach.
Od końca 2012 do 2016 roku Labolare koncertowało z powstałym w tym samym roku zespołem Byle do Góry pod wspólnym szyldem Labolare & Byle do Góry (albo Byle do Góry & Labolare). We wrześniu 2014 r. podczas koncertu w Polskim Radiu Gdańsk muzycy nagrali album.
18 października 2019 roku z okazji jubileuszu swojego 45-lecia grupa wystąpiła w szczecińskim DK 13 Muz, prezentując utwory ze wszystkich okresów swojej działalności. Zespół wystąpił w składzie: Jacek Małecki (śpiew, gitara klasyczna), Stanisław Janiak (śpiew, cajón), Przemysław Kluczkowski (gitara) i Roman Soroko (gitara basowa).

## Nagrody i wyróżnienia
Wśród nich należy wymienić:
- Wyróżnienie na Bazunie 1976 za piosenki: Lunatyczne wyznania i Wędrowna melodyjka
- Wyróżnienie na Yapie 1976 za piosenki: Babie lato i Wioski w Beskidach
- Nagroda Główna na imprezie Nocne śpiewanie na Zamku w Radzyniu Chełmińskim[7] za piosenki: Kronika olsztyńska, A za horyzontem, Chodź z nami
- Wyróżnienie na Bazunie 1976 za piosenki: Wioski w Beskidach i Raj kozaczy
- Wyróżnienie na Yapie 1977 za piosenki: To co było minęło i Wspomnienie
- Nagrodę Główną na Bakcynaliach za piosenkę: To co było minęło
- Wyróżnienie na Bazunie 1977 za piosenki: Letnia dolina, Pogranicze, To co było minęło,
- II nagrodę na Festiwalu Piosenki Autorskiej w Myśliborzu za piosenki: A jednak nam coś brakuje, Dla żony i Dziobak

## Dyskografia

### Albumy
- 2008: Spotkanie po latach[3]

Pod nazwą Labolare & Byle do Góry:
- 2014: Byle do Góry & Labolare (koncert w Polskim Radiu Gdańsk, który odbył się we wrześniu 2014) (Dalmafon)[6][8]